# تشاك مورس (سياسي)
تشاك مورس هو سياسي أمريكي، ولد في 16 نوفمبر 1960 في Salem, New Hampshire ‏ في الولايات المتحدة. نشط حزبياً في الحزب الجمهوري. وقد انتخب حاكم نيو هامبشاير ‏ (2 يناير 2017 – 5 يناير 2017) وانتخب عضو مجلس ولاية نيوهامبشير ‏.